# Вайнбаум, Абрам
Абрам (Альберт) Вайнбаум (1890, Каменец-Подольский — 1943, Освенцим или Собибор) — французский художник еврейского происхождения.

## Биография
Родился в Каменец-Подольске, детство провел в Лодзи. Учился в Краковской академии художеств и Одессе. В 1910 году уехал во Францию, жил в Париже. В 1922 участвовал в 1-й Международной художественной выставке в Дюссельдорфе. Выставлялся в Осеннем салоне и Тюильри.
В 1943 году во время оккупации немцами Франции был схвачен с семьёй в Марселе и интернирован в Компьен, а затем переправлен в транзитный лагерь Дранси. Погиб в Аушвице или в Собиборе в 1943 году.
Автор натюрмортов, портретов. Часть картин посвятил библейским образам и сценам из еврейской жизни.
Работы Вейнбаума экспонировались на выставке «Марк Шагал и другие», открывшейся 30 марта 2007 года в Харькове в галерее «АВЭК».